# Psychotria trifida
Psychotria trifida är en måreväxtart som beskrevs av Hipólito Ruiz López och Pav.. Psychotria trifida ingår i släktet Psychotria och familjen måreväxter. Inga underarter finns listade i Catalogue of Life.